# Ibarrolle
Ibarrolle är en kommun i departementet Pyrénées-Atlantiques i regionen Nouvelle-Aquitaine i sydvästra Frankrike. Kommunen ligger i kantonen Iholdy som tillhör arrondissementet Bayonne. År 2022 hade Ibarrolle 73 invånare.

## Befolkningsutveckling
Antalet invånare i kommunen Ibarrolle
| Referens: INSEE |